# 2019冠状病毒病疫情对军事的影响
2019冠状病毒病疫情对军队乃至軍紀产生了严重影响。许多军事训练和演习已被延期或取消。

## 采取的措施

### 美国
- 韩国和美国于2月27日取消了原计划在2020年3月举行的联合军演。[2]
- 挪威国防军于3月11日取消了计划让北约及其盟国参与的“冷应对2020”军事演习。[1]
- 美国国防工业协会（National Defense Industrial Association）于3月16日取消了原定于2020年5月2020特种部队行业大会。[3]
- 美国于3月27日取消了原定于2020年5月在菲律宾进行的由数千名士兵参与的大规模军演。[4]
- 4月6日，驻日美军在关东基地宣布紧急公共卫生事件。[5][6]
- 2020年6月，美国海军提出了与抗击COVID-19的指南，并尽可能最小化努力来安全部署。[7]
- 2020年3月20日，美国聯合特遣部隊CJTF-OIR承认，由于受COVID-19疫情的影响，美国一些部队将从伊拉克境内撤离。[8]

## 出现的病例

### INS Angre 海军基地
2020年4月18日，根据有关报道，有21名水手在印度孟买海军基地INS Angre的检测结果为阳性。 大多数病例均呈无症状，根据调查，所有的病例都归因于一名在2020年4月7日检测为阳性的水手。 印度海軍部门强调，没有一位在舰艇或潜艇上服役的水手遭到感染。

### 亞克羅提利與德凱利亞英屬基地區
3月15日，该基地确认了首两例感染。
3月18日，该基地第三例确诊。

### 美国
详见：COVID-19美國疫情

### 关塔那摩湾海军基地
3月24日，该基地确认了第一例感染。

### 驻韩美军
2月26日，汉弗莱营确认了第一例病例。 截至4月22日，在美国驻韩基地共确认22例SARS-CoV-2(即COVID-19）病例：汉弗莱营10例、大邱和庆尚北道营地（卡罗尔营（Camp Carroll），亨利营地（Camp Henry）和沃克营（Camp Walker））8例、烏山空軍基地3例和Casey营1例。

## 海军舰艇
2019冠状病毒病疫情蔓延到许多海军舰船，这种舰船本身的工作性质就是人们会在狭小封闭的区域与其他人一起工作，并且绝大多数官兵缺乏个人住所或者床鋪密集，这导致了病毒的快速传播，情况甚至比邮轮上还严重，其中美國船艦有11艘。

## 参阅
- 受2019冠状病毒病疫情影响的事件列表：政治、教育、宗教